# Meers-Störung
Die Meers-Störung ist eine Störungszone, die sich in der Nähe des Ortes Meers im US-amerikanischen Bundesstaat Oklahoma befindet. Die Störung ist seit mehr als 80 Jahren bekannt.
Seit 1985 wurde die Störung gründlich seismologisch untersucht. Fest steht, dass es entlang der Störung zweimal zu heftigen Erdbeben gekommen sein muss. Das jüngste davon hat sich vor etwa 1100 Jahren ereignet. Die Auswirkungen dieser Erdbeben sind anhand der Geländeverwerfungen heute noch sichtbar. Man hat die Störung sehr ausführlich mit Geräten versehen, um jegliche Erdbewegungen feststellen zu können. Bis jetzt hat sich jedoch nur eine Erdbewegung im April 1997 ereignet.